# Laffly S15
Los Laffly S15 fueron una serie de vehículos militares todoterreno producidos por la empresa francesa Laffly, que compartían el mismo chasis con tracción a las seis ruedas. Fueron empleados por las Fuerzas Armadas francesas durante la Segunda Guerra Mundial.

## Variantes
- El Laffly S15T era un tractor de artillería ligero empleado para remolcar piezas de artillería ligera tales como las variantes modernizadas del cañón de campaña Modelo 1897 75 mm y el obús Modelo 1935 B 105 mm.
- El Laffly S15R era un transporte de personal y vehículo de reconocimiento. Tenía una cabina posterior más ligera y una transmisión diferente, que le permitía alcanzar una mayor velocidad sobre carretera.
- El Laffly S15TOE (théâtre d'opérations extérieures, teatro de operaciones de ultramar) era un vehículo de reconocimiento diseñado y construido para emplearse en las colonias africanas. Sobre el chasis del S15 se montó una cabina blindada que protegía a la tripulación y el motor, con una pequeña torreta armada con una ametralladora MAC M1931.
- El Laffly W15T era una versión con bajo perfil del S15T. Fue fabricada por Hotchkiss y se empleó para remolcar el cañón antitanque Modelo 1931 47 mm.
- El Laffly S15C era la versión ambulancia.
- El Laffly W15T-CC (Chasseur de char) era un cazatanques armado con el cañón APX 47 mm, que fue producido apresuradamente entre mayo y junio de 1940.

## Usuarios extranjeros
Cuando Francia suministró 41 tanques Renault R35 a Rumania en 1939, también suministró algunos tractores de artillería Laffly S15T. Estos tractores de artillería fueron empleados por las unidades de apoyo del 2° Regimiento Blindado.

## Gallería

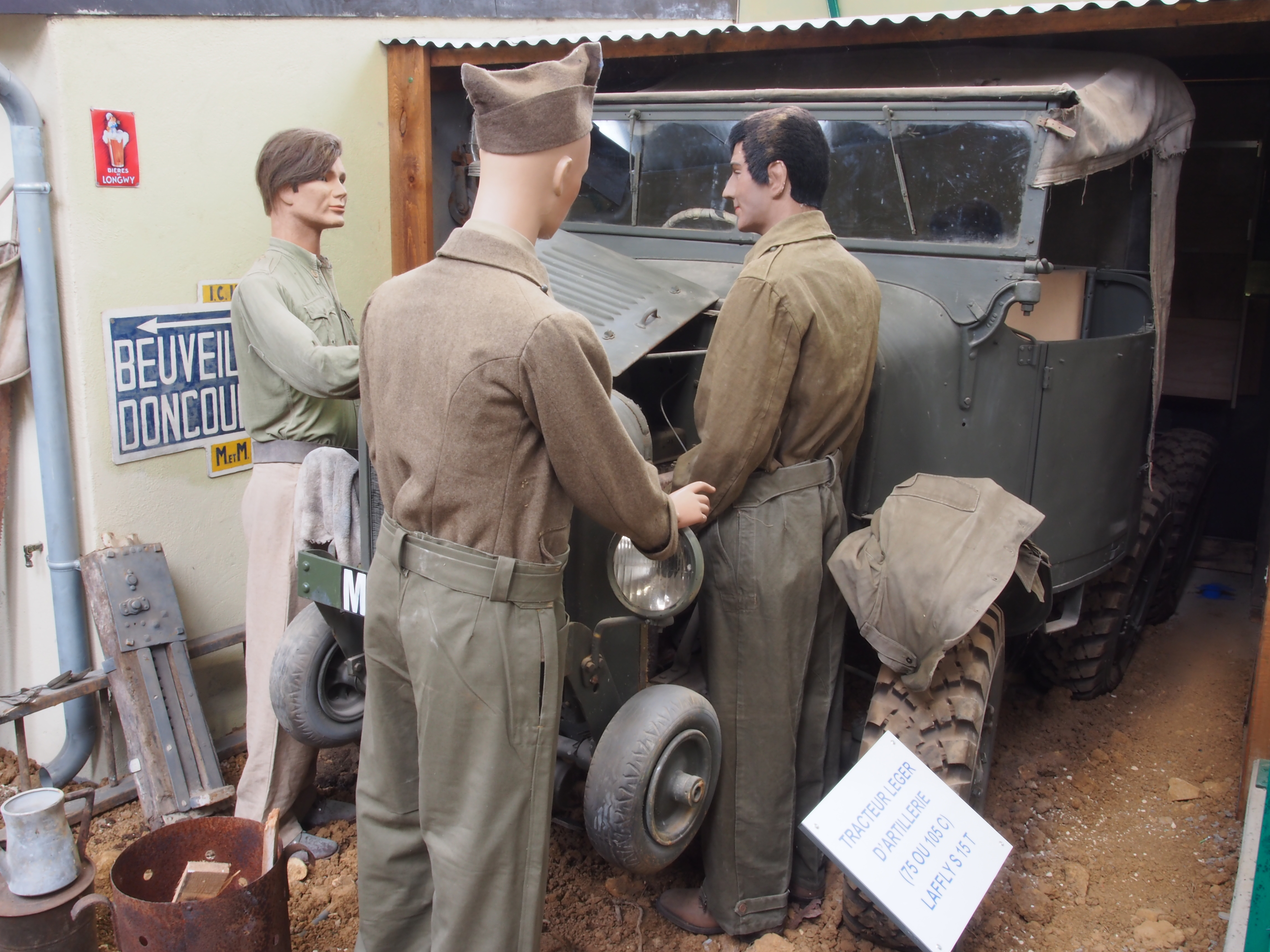
El Laffly S15T del Museo del Fuerte Fermont.
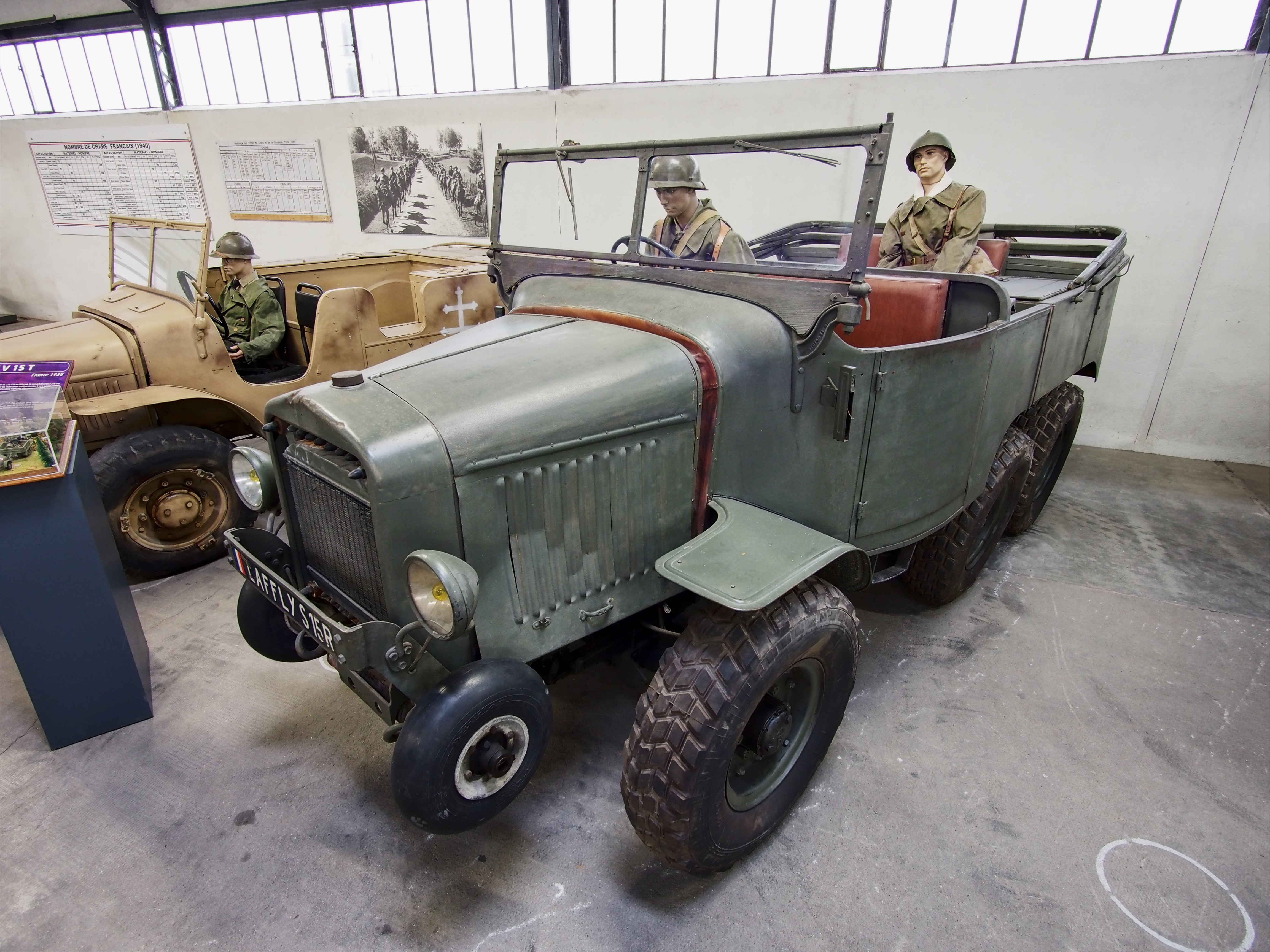
Vista frontal de un Laffly S15R.
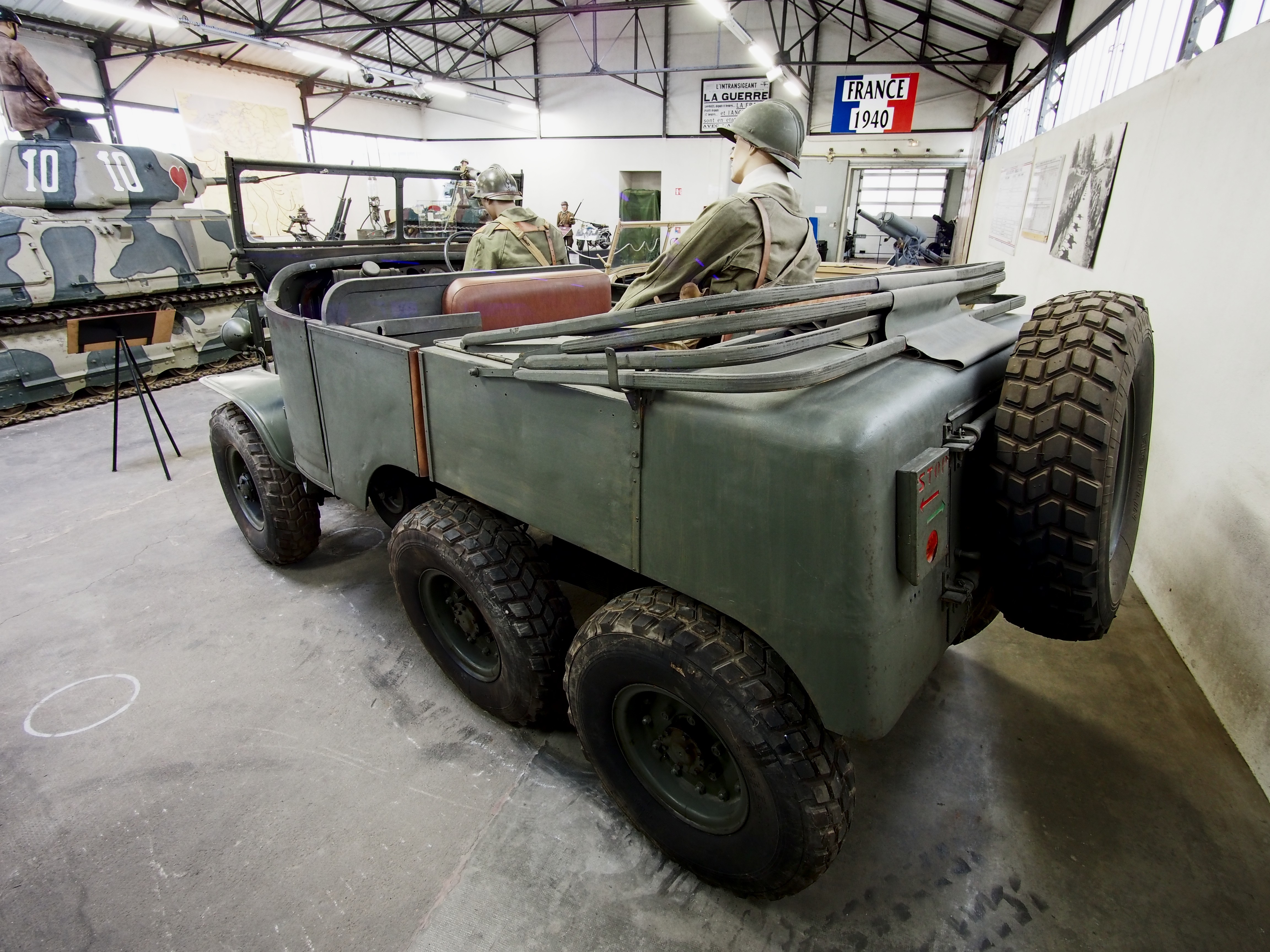
Vista posterior de un Laffly S15R.
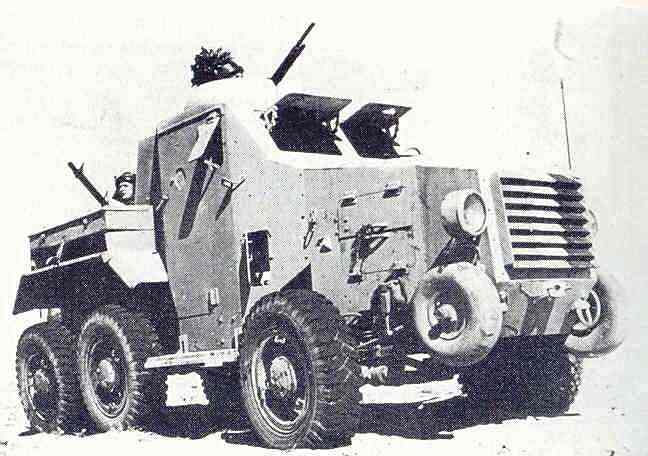
Soldados italianos patrullando con un Laffly S15TOE.
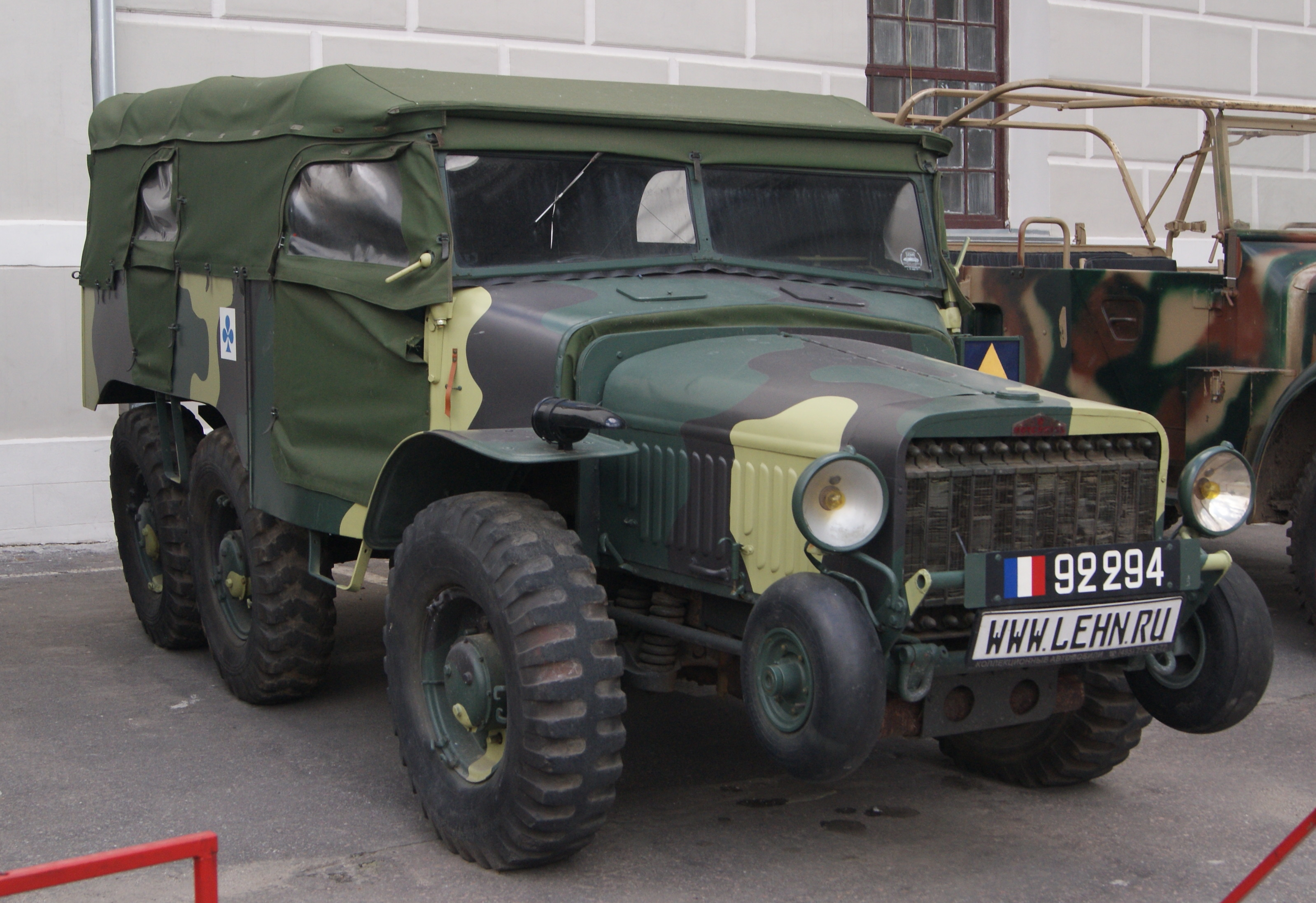
EL Laffly W15T del Museo de historia de Moscú.